# NGC 7729
NGC 7729 is een balkspiraalstelsel in het sterrenbeeld Pegasus. Het hemelobject werd op 5 oktober 1883 ontdekt door de Franse astronoom Édouard Jean-Marie Stephan.

## Synoniemen
- UGC 12730
- MCG 5-55-46
- ZWG 497.47
- PGC 72083